# Power Symphony
Power Symphony – włoska grupa muzyczna grająca głównie power metal, choć niektóre utwory wskazują też na inne gatunki muzyczne jak np. symfoniczny metal (utwór "The Way of the Sword") i folk metal ("Song of Men"). Grupa powstała w 1994 roku.
W 1995 roku nagrali demo. Pierwszą całą płytę o nazwie Evillot wydali w 1999 roku, potem jeszcze dwie Lightbringer (2000 rok) i Futurepast (2002 rok).

## Muzycy

### Obecny skład zespołu
- Michela D'Orlando – śpiew
- Marco Cecconi – gitara elektryczna
- Daniele Viola – gitara basowa

## Dyskografia

### Dema
- (1995) Power Symphony - demo

### Albumy
- (1999) Evillot
- (2000) Lightbringer
- (2002) Futurepast